# Fercé

Fercé este o comună în departamentul Loire-Atlantique, Franța. În 2009 avea o populație de 477 de locuitori.